# Stadion Woudestein
Stadion Woudestein is een voetbalstadion in Rotterdam gelegen in de wijk Kralingen. Voorheen stond het vanwege sponsorovereenkomsten ook bekend als het Stadion Stad Rotterdam Verzekeringen en het Van Donge & De Roo Stadion. Het stadion is met 4.400 plaatsen een van de kleinste stadions van een betaald voetbalclub in Nederland.

## Geschiedenis

### Oprichting
De geschiedenis van Woudestein begint tegelijk met de oprichting van de voetbalclub Excelsior in 1902. De club, die in eerste instantie slechts bestond uit een groep jongeren uit de wijk Kralingen, speelde zijn eerste wedstrijden op een terrein bij het landgoed Woudesteyn. In 1907 moesten de voetballers het veld ruimen na een beslissing van de gemeente Rotterdam om de grond waarop het stadion stond te verhuren aan de beheerder van een renstal, die hier paardenrennen wilde organiseren. De renbaan werd geen succes, waardoor Excelsior voor 50 gulden per jaar zijn wedstrijden weer op Woudestein mocht gaan spelen van de gemeente. Het veld was in slechte staat en dat bleek problematisch voor de club toen het in 1921 naar de Overgangsklasse promoveerde. De NVB keurde het terrein af en moest men op zoek naar een nieuw onderkomen.
Na afwisselend op de velden van Sparta Rotterdam, Feyenoord, CVV en VOC te hebben gespeeld kon Excelsior vanaf augustus 1922 terecht op het nieuwe Sportterrein Kralingen aan het Toepad. Dit sportpark was echter geen lang leven beschoren: aan het eind van de jaren dertig werd het terrein aangewezen voor de bouw van een marinierskazerne.

### Terugkeer
De club keerde terug naar Woudestein, dat na een grondige renovatie – waarbij een tribune en een kleedkamer van het Toepad werden overgeheveld – opnieuw in gebruik kon worden genomen. De officiële opening vond plaats op 9 september 1939, met een wedstrijd tegen een elftal van voetballers van onder andere Feyenoord, SVV en Xerxes. Excelsior, dat vanwege de dienstplicht veel spelers miste, verloor met 9-0. Gedurende de Tweede Wereldoorlog kon er niet in het stadion worden gespeeld, omdat het bezet werd door luchtafweergeschut. Tijdens de hongerwinter moest het complex bewaakt worden om te voorkomen dat men de tribunes als brandhout ging gebruiken.
De capaciteit van 8.000 plaatsen bleek in de succesvolle periode na de Tweede Wereldoorlog soms niet genoeg, en de club moest regelmatig uitwijken naar De Kuip. Door enkele uitbreidingen werd de capaciteit opgekrikt tot 11.000, met de mogelijkheid noodtribunes bij te bouwen. De eerstvolgende grote verbouwing vond plaats in 1958, toen met de hulp van supporters aan de noordkant de eerste overdekte staantribune in Nederland werd gebouwd. Op 14 september van dat jaar werd de constructie in gebruik genomen. Excelsior speelde op dat moment nog in de tweede divisie, maar was na twee achtereenvolgende promoties in 1970 eredivisionist, hetgeen positieve gevolgen had voor de toeschouwersaantallen. Op 7 oktober 1973 werd een nieuwe Elascon-zittribune geopend, die plaats bood aan 2.000 supporters. Het zou voor een lange periode de laatste grote aanpassing worden. De club ging veel heen en weer tussen de verschillende divisies, en zat regelmatig in financiële problemen. Om de spelers en het onderhoud van Woudestein te kunnen betalen zamelden supporters jarenlang oud papier in, wat de club de bijnaam oud-papierclub opleverde.

### Renovatie
Vanaf 1992 werd onder leiding van voorzitter Martin de Jager gekeken naar mogelijke oplossingen om uit de financiële malaise te komen. Een van de opties was een nieuw stadion op bedrijventerrein Rivium, dat met Sparta kon worden gedeeld. Ook een fusie met de Kasteelheren kwam ter sprake, maar elk voorstel liep op niets uit. In 1997 besloot de club zelf aan de gang te gaan, en op 17 juli werd de eerste paal voor vier nieuwe tribunes de grond in geslagen. In eerste instantie kon men de financiën rond krijgen met de vergoeding van sportzender Sport 7, maar al gauw bleek dat niet genoeg. Er werd om gemeentelijke subsidie gevraagd. Deze bleef echter uit, tot woede van de fans, aangezien Sparta en Feyenoord wel steun ontvingen voor hun verbouwingen. Pas op 10 maart 1999 maakte wethouder Herman van den Muijsenberg bekend dat ook Excelsior gesubsidieerd zou worden, en op 31 juli 2000 werd het nieuwe complex na lang wachten geopend.
Het Stadion Stad Rotterdam Verzekeringen, zoals de officiële naam luidde, kende twee gloednieuwe tribunes, met op de hoofdtribune nieuwe business-seats. Deze tribune werd vernoemd naar erevoorzitter Henk Zon. De eerste wedstrijd was een vriendschappelijke pot tegen Feyenoord, waarmee de club destijds een samenwerkingsverband had. Medio 2004 werd de naam van het stadion weer gewijzigd, sindsdien luidde het Stadion Woudestein. Sinds 2010 ligt er kunstgras op Woudestein. Op 14 oktober van dat jaar werd de Zuid-tribune omgedoopt tot de Robin van Persie-tribune.
Op de nieuwjaarsreceptie in 2014 maakte Excelsior-preses Albert de Jong bekend dat Excelsior plannen het stadion te moderniseren met nog meer business-seats en vergaderzalen. Ook werd er gedacht aan uitbreiding van het stadion door de hoeken dicht te maken.. De eerste twee hoeken werden in de zomer van 2016 dicht gebouwd. Op 1 mei 2017 ging een tienjarig contract in met logistiek dienstverleningsbedrijf Van Donge & de Roo. Hierdoor werd het stadion vernoemd naar dit bedrijf, dat gevestigd is in het nabijgelegen Rhoon.

### Vernieuwbouw
Op 20 mei 2020 bracht toenmalig algemeen directeur Ferry de Haan van Excelsior naar buiten dat de club plannen had om het stadion uit te breiden door middel van vernieuwbouw. Het plan omvat het dicht maken van de andere twee hoeken van het stadion, het bouwen van 400 woningen in torens van ongeveer vijftig meter en het faciliteren van andere activiteiten die sport gerelateerd zijn, zoals een sportschool of gezondheidscentrum. De capaciteit zou toenemen van 4.400 naar 6.500. Architectenbureau MoederscheimMoonen tekende voor het ontwerp. Eerder waren zij ook al betrokken bij twee andere voetbal-gerelateerde projecten in de stad; de vernieuwing van Sportcomplex Varkenoord en het nieuwe trainingscomplex 1908, beide voor Feyenoord. De start van de vernieuwingen is voorzien voor medio 2022.
De club richtte de Excelsior Realisatie Combinatie (ERC) op voor het verder uitwerken van het project. Bouwbedrijf Cordeel, ontwikkelaar Stebru en Impact vastgoed sloten zich aan bij ERC voor de plannen en de realisatie ervan. De ontwikkeling moest bij gaan dragen aan de groei en professionaliseringsslag van de club. Onder andere wethouder Bas Kurvers (VVD, bouwen en wonen) sprak zijn steun uit voor het project.

## Landgoed Woudesteyn
Het stadion was vernoemd naar het vroegere landgoed Woudesteyn. Buiten het stadion is hier ook het Sportpark Woudestein, dat gebruikt wordt door de amateurafdeling van Excelsior, en de Erasmus Universiteit gevestigd. Ook het Arboretum Trompenburg ligt hier.